# Saint-Nazaire-sur-Charente
Saint-Nazaire-sur-Charente és un municipi francès al departament del Charente Marítim (regió de la Nova Aquitània). L'any 2007 tenia 1.028 habitants.

## Demografia

### Població
El 2007 la població de fet de Saint-Nazaire-sur-Charente era de 1.028 persones. Hi havia 426 famílies de les quals 104 eren unipersonals (76 homes vivint sols i 28 dones vivint soles), 161 parelles sense fills, 153 parelles amb fills i 8 famílies monoparentals amb fills.
La població ha evolucionat segons el següent gràfic:

### Habitatges
El 2007 hi havia 579 habitatges, 428 eren l'habitatge principal de la família, 127 eren segones residències i 24 estaven desocupats. 517 eren cases i 14 eren apartaments. Dels 428 habitatges principals, 339 estaven ocupats pels seus propietaris, 76 estaven llogats i ocupats pels llogaters i 13 estaven cedits a títol gratuït; 3 tenien una cambra, 21 en tenien dues, 59 en tenien tres, 149 en tenien quatre i 196 en tenien cinc o més. 311 habitatges disposaven pel capbaix d'una plaça de pàrquing. A 180 habitatges hi havia un automòbil i a 216 n'hi havia dos o més.

### Piràmide de població
La piràmide de població per edats i sexe el 2009 era:
| Homes | Edats   | Dones |
| ----- | ------- | ----- |
| 0     | 95 o +  | 0     |
| 0     | 90 a 94 | 0     |
| 4     | 85 a 89 | 8     |
| 4     | 80 a 84 | 0     |
| 24    | 75 a 79 | 16    |
| 20    | 70 a 74 | 52    |
| 16    | 65 a 69 | 16    |
| 40    | 60 a 64 | 20    |
| 32    | 55 a 59 | 24    |
| 32    | 50 a 54 | 20    |
| 40    | 45 a 49 | 52    |
| 52    | 40 a 44 | 36    |
| 24    | 35 a 39 | 36    |
| 12    | 30 a 34 | 16    |
| 32    | 25 a 29 | 24    |
| 12    | 20 a 24 | 8     |
| 32    | 15 a 19 | 32    |
| 28    | 10 a 14 | 20    |
| 8     | 5 a 9   | 20    |
| 16    | 0 a 4   | 12    |

## Economia
El 2007 la població en edat de treballar era de 663 persones, 469 eren actives i 194 eren inactives. De les 469 persones actives 402 estaven ocupades (229 homes i 173 dones) i 67 estaven aturades (28 homes i 39 dones). De les 194 persones inactives 86 estaven jubilades, 42 estaven estudiant i 66 estaven classificades com a «altres inactius».

### Ingressos
El 2009 a Saint-Nazaire-sur-Charente hi havia 468 unitats fiscals que integraven 1.124 persones, la mediana anual d'ingressos fiscals per persona era de 16.995 €.

### Activitats econòmiques
Dels 47 establiments que hi havia el 2007, dues eren d'empreses alimentàries, una d'una empresa de fabricació d'altres productes industrials, tretze d'empreses de construcció, onze d'empreses de comerç i reparació d'automòbils, una d'una empresa de transport, 5 d'empreses d'hostatgeria i restauració, una d'una empresa d'informació i comunicació, una d'una empresa immobiliària, cinc d'empreses de serveis, dues d'entitats de l'administració pública i cinc d'empreses classificades com a «altres activitats de serveis».
Dels 18 establiments de servei als particulars que hi havia el 2009, 3 eren tallers de reparació d'automòbils i de material agrícola, 2 paletes, 1 guixaire pintor, 3 fusteries, 3 lampisteries, 2 electricistes, 1 empresa de construcció, 2 restaurants i 1 agència immobiliària.
Dels 2 establiments comercials que hi havia el 2009, 1 era una botiga de més de 120 m² i 1 una fleca.
L'any 2000 a Saint-Nazaire-sur-Charente hi havia 23 explotacions agrícoles que ocupaven un total de 1.989 hectàrees.

## Equipaments sanitaris i escolars
El 2009 hi havia una escola elemental.

## Poblacions properes
El següent diagrama mostra les poblacions més properes.